# Aglaia Pezzato
Aglaia Pezzato, née le 22 avril 1994, est une nageuse italienne.

## Biographie
Aux Championnats du monde en petit bassin 2014, elle obtient une médaille de bronze sur le relais  4 × 100 m nage libre.
Aux Championnats d'Europe en petit bassin de 2015, elle remporte l'or au relais 4 × 50 m nage libre.
Aux Jeux olympiques d'été de 2016, elle arrive sixième du relais 4 × 100 m nage libre.

## Palmarès

### Championnats du monde
Petit bassin
- Championnats du monde 2014 à Doha ( Qatar) :
  -  Médaille de bronze en relais 4 × 100 m nage libre

### Championnats d'Europe
Petit bassin
- Championnats d'Europe en petit bassin de 2015 à Netanya ( Israël) :
  -   Médaille d'or en relais 4 × 50 m nage libre